# شاتو لاندون (مترو باريس)
شاتو لاندون (بالفرنسية: Château-Landon)‏ هي محطة مترو تابعة لمترو باريس تقع في فرنسا في الدائرة العاشرة في باريس.